# دينيس دوبونت
دينيس دوبونت هو سائق سباق بلجيكي، ولد في 4 يناير 1993 في Braine-le-Château ‏ في بلجيكا.

## وصلات خارجية
- دينيس دوبونت على موقع DriverDB.com (الإنجليزية)

- الموقع الرسمي